# Jean de Santeul
Jean de Santeul, o anche Jean de Santeuil o Jean-Baptiste Santeul o Jean-Baptiste Santeuil, detto Santolius (Parigi, 5 dicembre 1630 – Digione, 5 agosto 1697), è stato un poeta francese.

## Biografia
Figlio di un commerciante parigino del ferro, studiò a Parigi al collegio di Santa Barbara e all'istituto Luigi il Grande di Parigi, entrando poi nell'abbazia di San Vittore di Parigi come suddiacono.
Fu un eminente rappresentante del latino vivo, in un'epoca in cui questa lingua disputava ancora la sua preminenza sul francese e sulle altre lingue volgari.
Al tempo, ottenne un grande successo letterario con la sua opera Recueil de nouvelles odes sacrées, così come pure per le poesie che celebravano le fontane di Parigi, pubblicate nella Guida di Parigi di Germain Brice.
Sua sarebbe la frase latina castigat ridendo mores, definizione della commedia classica.

### Decesso
Saint-Simon racconta nelle sue Mémoires che egli morì a seguito di uno scherzo di cattivo gusto del duca di Borbone, che durante un pranzo a Digione, per ridere, aveva messo del tabacco nel suo bicchiere di vino.

## Riconoscimenti
La rue Santeuil, situata nel V arrondissement di Parigi, fu aperta nel 1863.